# Sylvicola hyalinus
Sylvicola hyalinus är en tvåvingeart som först beskrevs av Lane och Andretta 1958.  Sylvicola hyalinus ingår i släktet Sylvicola och familjen fönstermyggor.
Artens utbredningsområde är Puerto Rico. Inga underarter finns listade i Catalogue of Life.